# 天主教馬林加總教區
天主教馬林加總教區（拉丁語：Archidioecesis Maringaënsis）是羅馬天主教在巴西的一個教省總教區，下轄3個教區。
教區於1956年2月1日成立，1979年10月16日升為總教區。
總教區位於巴拉那州西北部，2004年時有428,157名教友，佔轄區總人口70.0%。教區下轄51個堂區，有59名司鐸。
現任總主教為塞味利·克拉森，宗座署理為若望·馬梅德-菲爾奧，榮休總主教為阿努阿爾·巴蒂斯蒂。